# Det perfekte menneske (film)
 For alternative betydninger, se Det perfekte menneske. (Se også artikler, som begynder med Det perfekte menneske)
Det perfekte menneske er en kortfilm af digteren og instruktøren Jørgen Leth. Filmen giver et sociologisk-antropologisk portræt af livet i Danmark, ved at skildre en mand og en kvinde, der begge benævnes "det perfekte menneske".
I løbet af filmens 13 minutter giver de to hovedpersoner sig i kast med en række forskellige gøremål i et hvidt lokale, kun udstyret med de helt basale rekvisitter – et bord, en seng, en stol. Manden rør sit ansigt, klipper negle, barberer sig, klæder sig af og gør diverse besynderlige ting; hopper, knipser med fingrene og danser i overdrevne bevægelser. Ifølge Jørgen Leth skal filmen vise, hvordan et menneske bliver til i kraft af de roller det bliver tildelt, og hvordan det bliver bedre til at leve.[kilde mangler]
Det perfekte menneske havde premiere d. 14. juni 1968 i biografen Carlton som forfilm til Jean-Luc Godards Kineserinden.
I 2003 genindspillede Jørgen Leth filmen i fem forskellige udgaver, efter at han fik fem udfordringer af vennen og kollegaen Lars von Trier. Dette projekt blev til filmen De fem benspænd.